# Athalamia chinensis
Athalamia chinensis là một loài rêu trong họ Cleveaceae. Loài này được Stephani S. Hatt. mô tả khoa học đầu tiên năm 1954.